# نور اعظم
نور اعظم (انگلیسی: Nor Azam Azih؛ زادهٔ ۳ ژانویهٔ ۱۹۹۵) بازیکن فوتبال اهل مالزی است.
از باشگاه‌هایی که در آن بازی کرده‌است می‌توان به باشگاه فوتبال پاهانگ اشاره کرد.
وی همچنین در تیم ملی فوتبال مالزی بازی کرده‌است.